# Ben Mendelsohn
Paul Benjamin "Ben" Mendelsohn (Melbourne, Victoria; 3 de abril de 1969) es un actor australiano conocido por sus numerosas participaciones en cine y televisión.

## Biografía
Mendelsohn es hijo de Carole Ann Ferguson, una enfermera, y de Frederick Arthur Oscar Mendelsohn, un prominente médico. Tiene dos hermanos, Tom y David Mendelsohn.
Asistió a la "Heidelberg Primary School" y luego a la "Banyule High School".
Es padre de una hija fruto de una relación anterior.
En junio de 2012 se casó con su novia, la autora inglesa Emma Forrest. La pareja, que tuvo una hija juntos, se separó en 2016.

## Carrera
En 1986 se unió al elenco recurrente de la popular serie australiana Neighbours, donde interpretó al estudiante Warren Murphy, el hijo de Ray Murphy (Norman Yemm), hasta 1987.
En 1987 apareció en la serie médica The Flying Doctors, donde interpretó a Brian en el episodio "Realms of Gold". Dos años después regresó a la serie, ahora interpretando a Brad Harris, en el episodio "Blues for Judy".
En 1989 apareció por primera vez en la serie G.P., donde interpretó a Phillip Barton en el episodio "Chances". Más tarde apareció de nuevo en la serie en 1994, donde interpretó a Max Fisher en el episodio "Making Mischief".
En 1996 apareció en la película Cosi, donde interpretó a Lewis Riley, un joven hombre desempleado que solicita trabajo como director y profesor de teatro de un hospital mental.
En 2000 interpretó al alpinista Malcolm Bench en la película Vertical Limit, quien se une al equipo de rescate de otros alpinistas que quedan atrapados bajo la nieve.
En 2006 se unió al elenco de la segunda temporada de la serie Love My Way, donde interpretó a Lewis Feingold, el esposo de Frankie Paige (Claudia Karvan), hasta el final de la serie en 2007.
En 2009 se unió al elenco principal de la serie Tangle, donde interpretó al constructor Vincent "Vince" Kovac hasta el final de la primera temporada, luego de que su personaje muriera al ser atropellado. Ese mismo año, en octubre, apareció en un episodio del programa Who Do You Think You Are? y apareció en las películas Beautiful Kate, donde interpretó al escritor Ned Kendall y en Knowing, donde dio vida al profesor Phil Beckman.
En 2010 apareció en la película Animal Kingdom, donde interpretó a Andrew "Pope" Cody, un criminal que huye de la ley. En la película compartió pantalla con los actores Joel Edgerton y Guy Pearce. Ese mismo año interpretó al detective Meares en el thriller Needle.
En 2011 apareció en la película Killer Elite, donde dio vida a Martin, junto a Jason Statham, Dominic Purcell, Aden Young y Lachy Hulme. Ese mismo año apareció en la película Trespass, donde dio vida a Elias.
En 2012 apareció en la película The Dark Knight Rises, en la cual interpretó a John Dagget, quien contrata a Bane y Selina Kyle para que lleven a la quiebra a Wayne Enterprises para que él pueda hacerse cargo de la empresa. En la película también aparecieron los actores Christian Bale, Gary Oldman, Tom Hardy y Michael Caine.
Ese mismo año apareció en Killing Them Softly, donde interpretó a Russell.
En 2015 se unió al elenco principal de la serie Bloodline, en la cual dio vida a Danny Rayburn, el hijo mayor y la "oveja negra" de la familia, hasta el final de la serie en 2017.
En 2016 se unió al elenco principal de la película Rogue One: una historia de Star Wars, donde interpretó al director y almirante imperial Orson Krennic.
En 2018 se unió al elenco principal de la película Ready Player One (basado en el libro del mismo título escrito por Ernest Cline y dirigida por Steven Spielberg), interpretando al villano Nolan Sorrento.

## Filmografía

### Cine
| Año  | Título                               | Personaje              | Notas |
| ---- | ------------------------------------ | ---------------------- | --- |
| 1986 | The Still Point                      | Peter                  | Junto a Nadine Garner y Steve Bastoni                                                                     |
| 1987 | The Year My Voice Broke              | Trevor Leishman        | Junto a Noah Taylor, Loene Carmen, Rob Carlton y Bruce Spence                                             |
| 1989 | Lover Boy                            | Gazza                  | Junto a Noah Taylor, Gillian Jones, Alice Garner y Daniel Pollock                                         |
| 1990 | Quigley Down Under                   | O'Flynn                | Junto a Tom Selleck, Laura San Giacomo, Alan Rickman y Chris Haywood                                      |
| 1990 | The Big Steal                        | Danny Clark            | Junto a Steve Bisley, Claudia Karvan, Marshall Napier y Damon Herriman                                    |
| 1990 | Nirvana Street Murder                | Luke                   | Junto a Mark Little, Mary Coustas y Sheila Florance                                                       |
| 1990 | Return Home                          | Gary                   | Junto a Andy McPhee, Dennis Coard y Frankie J. Holden                                                     |
| 1992 | Map of the Human Heart               | Granjero               | Junto a Jason Scott Lee, Anne Parillaud, Patrick Bergin, Clotilde Courau y John Cusack                    |
| 1992 | Spotswood                            | Carey                  | Junto a Anthony Hopkins, Alwyn Kurts, Bruno Lawrence, Russell Crowe y Rebecca Rigg                        |
| 1993 | Sirens                               | Lewis                  | Junto a Hugh Grant, Tara Fitzgerald, Sam Neill, Elle Macpherson y Portia de Rossi                         |
| 1993 | Say a Little Prayer                  | Gerente de Enfermería  | Junto a Sudi de Winter, Fiona Ruttelle, Rebecca Smart y Lynne Murphy                                      |
| 1994 | Halifax f.p: My Lovely Girl          | Peter Donaldson        | Junto a Rebecca Gibney y Radha Mitchell                                                                   |
| 1994 | Metal Skin                           | Dazey                  | Junto a Alex Young, Tara Morice y Nadine Garner                                                           |
| 1996 | Idiot Box                            | Kev                    | Junto a Chris Noonan, Jeremy Sims y John Polson                                                           |
| 1996 | Cosi                                 | Lewis Riley            | Junto a Toni Collette, Dan Wyllie, Rachel Griffiths, Aden Young, Colin Friels, David Wenham y Barry Otto  |
| 1997 | True Love and Chaos                  | Jerry                  | Junto a Naveen Andrews, Kimberley Davies, Miranda Otto, Noah Taylor, Hugo Weaving y Geneviève Picot       |
| 1998 | Amy                                  | Robert Buchanan        | Junto a Alana De Roma, Rachel Griffiths, Kerry Armstrong, Dennis Coard, Sullivan Stapleton y Susie Porter |
| 1999 | Secret Men's Business                | Doug Petersen          | Junto a Marcus Graham, Simon Baker y Joel Edgerton                                                        |
| 2000 | Vertical Limit                       | Malcolm Bench          | Junto a Chris O'Donnell, Bill Paxton, Scott Glenn, Robin Tunney, Izabella Scorupco y Temuera Morrison     |
| 2000 | Sample People                        | John                   | Junto a Kylie Minogue, Nathan Page, Joel Edgerton, Simon Lyndon, Justin Rosniak y Rhett Giles             |
| 2001 | Mullet                               | Eddie "Mullet" Maloney | Junto a Susie Porter, Nash Edgerton, Steve Le Marquand, Wayne Blair y Bryan Brown                         |
| 2001 | Child Star: The Shirley Temple Story | Alexander Hall         | Junto a Connie Britton, Colin Friels, Hinton Battle, Emily Hart y Zoe Bertram                             |
| 2002 | Black and White                      | Rupert Murdoch         | Junto a Robert Carlyle, Charles Dance, Kerry Fox, Colin Friels, Roy Billing y Chris Haywood               |
| 2005 | The New World                        | Ben                    | Junto a Colin Farrell, Q'orianka Kilcher, Christopher Plummer, Christian Bale, Wes Studi y David Thewlis  |
| 2005 | Second Chance                        | Dr. Larry Stewart      | Junto a Rhys Muldoon, Tara Morice, Genevieve O'Reilly, Jonny Pasvolsky y Alyssa McClelland                |
| 2008 | $9.99                                | Lenny Peck             | Junto a Geoffrey Rush, Anthony LaPaglia, Samuel Johnson, Joel Edgerton y Claudia Karvan                   |
| 2008 | Hunt Angels                          | Rupert Kathner         | Junto a Victoria Hill                                                                                     |
| 2009 | Beautiful Kate                       | Ned Kendall            | Junto a Maeve Dermody, Rachel Griffiths y Sophie Lowe                                                     |
| 2009 | Knowing                              | Phil Beckman           | Junto a Nicolas Cage, Rose Byrne, Nadia Townsend, Lara Robinson y Alyssa McClelland                       |
| 2009 | Prime Mover                          | Johnnie                | Junto a Michael Dorman, Emily Barclay, Gyton Grantley, William McInnes, Anthony Hayes y Anni Finsterer    |
| 2009 | Australia                            | Capitán Dutton         | Junto a Nicole Kidman, Hugh Jackman, David Wenham, Essie Davis y Bryan Brown                              |
| 2010 | Needle                               | Detective Meares       | Junto a John Jarratt, Travis Fimmel, Jessica Marais, Michael Dorman, Khan Chittenden y Tahyna Tozzi       |
| 2010 | Animal Kingdom                       | Andrew "Pope" Cody     | Junto a Joel Edgerton, Guy Pearce, Anthony Hayes y Luke Ford                                              |
| 2011 | Trespass                             | Elias                  | Junto a Nicolas Cage, Nicole Kidman, Liana Liberato, Cam Gigandet y Jordana Spiro                         |
| 2011 | Killer Elite                         | Martin                 | Junto a Jason Statham, Clive Owen, Robert De Niro, Dominic Purcell, Aden Young y Matthew Nable            |
| 2012 | The Place Beyond the Pines           | Robin Van Der Zee      | Junto a Ryan Gosling, Bradley Cooper, Rose Byrne, Eva Mendes, Ray Liotta y Bruce Greenwood                |
| 2012 | The Dark Knight Rises                | John Daggett           | Junto a Christian Bale, Gary Oldman, Tom Hardy, Joseph Gordon-Levitt, Anne Hathaway y Marion Cotillard    |
| 2012 | Killing Them Softly                  | Russell                | Junto a Brad Pitt, Scoot McNairy, James Gandolfini, Vincent Curatola, Richard Jenkins y Ray Liotta        |
| 2013 | Adore                                | Harold                 | Junto a Naomi Watts, Robin Wright, Xavier Samuel, Gary Sweet y Sophie Lowe                                |
| 2013 | Starred Up                           | Neville                | Junto a Jack O'Connell, Rupert Friend, David Ajala y Peter Ferdinando                                     |
| 2014 | Black Sea                            | Fraser                 | Junto a Jude Law, Scoot McNairy, Jodie Whittaker, Grigoriy Dobrygin y Karl Davies                         |
| 2014 | Exodus: Gods and Kings               | Virrey Hegep           | Junto a Christian Bale, Joel Edgerton, Aaron Paul, Sigourney Weaver, María Valverde y Ben Kingsley        |
| 2014 | Lost River                           | Dave                   | Junto a Christina Hendricks, Saoirse Ronan, Eva Mendes, Matt Smith e Iain De Caestecker                   |
| 2015 | Guns for Hire                        | Kyle Sullivan          | Junto a Michele Hicks, Jeffrey Dean Morgan, Tony Shalhoub, Sarah Shahi y Orlando Jones                    |
| 2015 | Mississippi Grind                    | Gerry                  | Junto a Ryan Reynolds, Sienna Miller, Robin Weigert y Alfre Woodard                                       |
| 2015 | Slow West                            | Payne                  | Junto a Michael Fassbender, Rory McCann, Kodi Smit-McPhee, Jeffrey Thomas y Caren Pistorius               |
| 2016 | Una                                  | Ray                    | Junto a Rooney Mara, Natasha Little, Tobias Menzies, Indira Varma, Tara Fitzgerald y Riz Ahmed            |
| 2016 | Rogue One: una historia de Star Wars | Orson Krennic          | Junto a Felicity Jones, Forest Whitaker, Diego Luna, Riz Ahmed y Alan Tudyk                               |
| 2017 | Darkest Hour                         | Rey Jorge VI           | Junto a Gary Oldman, Kristin Scott Thomas y Lily James                                                    |
| 2018 | Ready Player One                     | Nolan Sorrento         | Junto a Tye Sheridan, Olivia Cooke y Mark Rylance                                                         |
| 2018 | Untogether                           | Martin                 | Junto a Jamie Dornan, Alice Eve y Lola Kirke                                                              |
| 2018 | The Land of Steady Habits            | Anders Harris          | |
| 2018 | Robin Hood                           | Sheriff de Nottingham  | Junto a Taron Egerton, Jamie Foxx y Eve Hewson                                                            |
| 2019 | Capitana Marvel                      | Talos                  | Junto a Brie Larson, Samuel L. Jackson y Jude Law                                                         |
| 2019 | Spider-Man: Far From Home            | Talos                  | Junto a Tom Holland, Samuel L. Jackson y Zendaya                                                          |
| 2019 | The King                             | King Henry IV          | |
| 2019 | Babyteeth                            | Henry Finlay           | |
| 2019 | Spies in Disguise                    | Killian                | Junto a Tom Holland, Will Smith y Karen Gillan                                                            |
| 2019 | Gorillaz: Reject False Icons         | Él mismo               | Junto a Damon Albarn, Jaimie Hewlett                                                                      |
| 2021 | Cyrano                               | De Guiche              | Junto a Peter Dinklage, Haley Bennett.                                                                    |
| 2023 | Misántropo                           | Geoffrey Lammark       | Junto a Shailene Woodley, dirigida por Damián Szifron.                                                    |
| 2023 | The Marsh King's Daughter            | Jacob Holbrook         | junto a Daisy Ridley, Garrett Hedlund, Caren Pistorius, Brooklynn Prince y Gil Birmingham                 |
| 2024 | Freaky Tales                         | el chico               | |

### Televisión
| Año         | Título                         | Personaje               | Notas                             |
| ----------- | ------------------------------ | ----------------------- | --------------------------------- |
| 1984        | Special Squad                  | -                       | Episodio: "Slow Attack"           |
| 1985        | The Henderson Kids             | Ted Morgan              | 4 episodios                       |
| 1985        | A Country Practice             | Luke Dawson             | 2 episodios                       |
| 1986        | Fame and Misfortune            | -                       | -                                 |
| 1986        | Prime Time                     | Batholomew "Bart" Jones | -                                 |
| 1986 - 1987 | Neighbours                     | Warren Murphy           | 19 episodios                      |
| 1988        | All the Way                    | Lindsay Seymour         | Miniserie                         |
| 1989        | This Man... This Woman         | Matthew Clarke          | Miniserie                         |
| 1989        | The Flying Doctors             | Brad Harris             | Episodio: "Blues for Judy"        |
| 1994        | Roughnecks                     | Joe                     | Episodio # 1.2                    |
| 1994        | G.P.                           | Max Fisher              | Episodio: "Making Mischief"       |
| 1995        | Police Rescue                  | Dean Forman             | Episodio: "Wild Card"             |
| 1995        | Snowy River: The McGregor Saga | Dale Banks              | Episodio: "High Country Justice"  |
| 1996        | Close Ups                      | Biz                     | -                                 |
| 1997        | Good Guys Bad Guys             | Brian O'Malley          | Episodio: "Unfinished Business"   |
| 1999        | Queen Kat, Carmel & St Jude    | Vince McCaffery         | 4 episodios; miniserie            |
| 2002        | Farscape                       | Sko                     | Episodio: "I-Yensch, You-Yensch"  |
| 2005        | The Secret Life of Us          | Rob                     | 5 episodios                       |
| 2006 - 2007 | Love My Way                    | Lewis Feingold          | 15 episodios                      |
| 2009        | Tangle                         | Vince Kovac             | 10 episodios                      |
| 2013        | Girls                          | Salvatore Johansson     | Episodio: "Video Games"           |
| 2013 - 2015 | Axe Cop                        | Ben                     | 4 episodios                       |
| 2015 - 2017 | Bloodline                      | Danny Rayburn           | Personaje principal; 25 episodios |
| 2020        | The Outsider                   | Ralph Anderson          | Papel principal; 10 episodios     |
| 2023        | Secret Invasion                | Talos                   | Papel principal, serie de Disney+ |

### Productor
| Año  | Título                | Notas |
| ---- | --------------------- | ----- |
| 1999 | Sellebrity Sellection |       |

### Videos musicales
| Año  | Artista                | Canción                  | Notas                        |
| ---- | ---------------------- | ------------------------ | ---------------------------- |
| 1995 | INXS                   | "Full Moon Dirty Hearts" | Apareció en el video musical |
| 2012 | Florence + the Machine | "Lover to lover"         | Apareció en el video musical |

### Apariciones
| Año  | Programa                  | Notas                |
| ---- | ------------------------- | -------------------- |
| 2001 | Australian Story          | Presentador invitado |
| 2009 | Who Do You Think You Are? | Artista invitado     |

### Teatro
| Año  | Obra                | Personaje   | Director(a)      | Teatro                 | Notas                                                                   |
| ---- | ------------------- | ----------- | ---------------- | ---------------------- | ----------------------------------------------------------------------- |
| 1991 | The Selection       | -           | George Whaley    | Playhouse Theatre      | Junto a Steve Bisley, Robert Menzies, Helen Morse y Helen Thomson       |
| 1992 | Cosi                | -           | Adam Cook        | Belvoir Street Theatre | Junto a Bob Baines, Kerry Fox, Celia Ireland, Barry Otto y David Wenham |
| 1999 | Coloured Inn        | -           | -                | Bruce Gordon Theatre   | Junto a Deborah Mailman y Leah Purcell                                  |
| 2002 | My Zinc Bed         | -           | Neil Armfield    | Belvoir Street Theatre | Junto a Tony Martin y Angie Milliken                                    |
| 2004 | The Glass Menagerie | Tom         | Kate Cherry      | Playhouse Theatre      | Junto a Pia Miranda, Gillian Jones y Tim Wright                         |
| 2004 | Short and Sweet     | -           | -                | Newtown Theatre        | Junto a Rose Byrne                                                      |
| 2005 | Julius Caesar       | Mark Antony | Benedict Andrews | Wharf 1                | Junto a Paula Arundell, Anthony Phelan y Robert Menzies                 |

## Premios y nominaciones
| Año  | Categoría                                                                                                | Premio             | Trabajo nominado        | Resultado |
| ---- | --- | ------------------ | ----------------------- | --------- |
| 1987 | Mejor actor de reparto                                                                                   | AFI Award          | The Year My Voice Broke | Ganador   |
| 1990 | Mejor actor protagonista                                                                                 | AFI Award          | The Big Steal           | Nominado  |
| 1991 | Mejor actor protagonista                                                                                 | AFI Award          | Spotswood               | Nominado  |
| 1995 | Mejor actor masculino                                                                                    | FCCA Award         | Metal Skin              | Ganador   |
| 1995 | Mejor actor de reparto                                                                                   | AFI Award          | Metal Skin              | Nominado  |
| 2000 | Mejor actor                                                                                              | Camerio Award      | Amy                     | Ganador   |
| 2001 | Mejor actor protagonista                                                                                 | AFI Award          | Mullet                  | Nominado  |
| 2002 | Mejor actor protagonista                                                                                 | FCCA Award         | Mullet                  | Nominado  |
| 2007 | Mejor actor protagonista en drama televisivo                                                             | AFI Award          | Love My Way             | Nominado  |
| 2007 | Actuación más destacada por un actor masculino                                                           | ASTRA Award        | Love My Way             | Nominado  |
| 2008 | Actuación más destacada por un actor masculino                                                           | ASTRA Award        | Love My Way             | Nominado  |
| 2009 | Mejor actor protagonista                                                                                 | AFI Award          | Beautiful Kate          | Nominado  |
| 2010 | Mejor actor                                                                                              | IF Award           | Animal Kingdom          | 'Ganador' |
| 2010 | Mejor actor protagonista                                                                                 | AFI Award          | Animal Kingdom          | 'Ganador' |
| 2010 | Actor más destacado                                                                                      | Silver Logie Award | Tangle                  | Nominado  |
| 2010 | Actuación más destacada por un actor masculino                                                           | ASTRA Award        | Tangle                  | 'Ganador' |
| 2010 | Mejor actor protagonista                                                                                 | FCCA Award         | Beautiful Kate          | Nominado  |
| 2010 | Actor más destacado                                                                                      | Silver Logie Award | Love My Way             | Nominado  |
| 2011 | Mejor actor masculino                                                                                    | FCCA Award         | Animal Kingdom          | 'Ganador' |
| 2011 | Best Performance by an Ensemble Cast (junto a Joel Edgerton, Luke Ford, Sullivan Stapleton y Guy Pearce) | Chlotrudis Award   | Animal Kingdom          | Nominados |
| 2016 | Mejor actor de reparto en una serie dramática                                                            | Emmy               | Bloodline               | Ganador   |